# Wirex
WIREX – британська фінтех-компанія з ліцензією фінансового регулятора FCA .Основним продуктом компанії є платформа для онлайн-банкінгу, яка дозволяє клієнтам здійснювати перекази та обмінні операції у криптовалюті та традиційній валюті.
Офіси компанії розташовані у Лондоні, Атланті, Далласі та Сінгапурі, а R&D центр розташований в Україні. В українському центрі інновацій та розробки задіяні понад 250 IT-фахівців, його керівник – Руслан Колодяжний, CTO Wirex.

## Історія
Wirex була заснована у 2014 році бізнесменами та вихідцями з фінансового сектору Павлом Матвєєвим та Дмитром Лазаричєвим.
У 2015 році компанія випустила першу у світі платіжну картку, яка поєднує цифрові та традиційні валюти з можливістю використання мультивалютних рахунків, грошових переказів та обмінних операцій.
У 2016 році було відкрито власний R&D-центр в Україні та Wirex продовжила інвестувати ресурси у технології, безпеку та відповідність вимогам регуляторів..
У 2018 році Wirex стала третьою фінтех-компанією, що працює з цифровими активами, яка отримала ліцензію британського фінансового регулятора FCA
У серпні 2019 року Wirex Card набула членства Типу II Японської асоціації обміну віртуальною валютою (JVCEA). Це була восьма компанія з надання фінансових послуг, що отримала членство у цій асоціації .
У тому ж році компанія запустила свій токен - Wirex Token (WXT), який торгується на глобальних криптобіржах таких як KuCoin, Gate.io, Huobi.
На даний час картками Wirex MasterCard та Visa користуються понад 4,5 млн користувачів у 130 країнах світу. Також, продукт Wirex у 2021 році вийшов на ринок України , однак наразі українцям доступний обмежений функціонал додатку, оскільки криптовалюти в Україні ще не увійшли повністю у законодавче поле. 

## Інвестиції
У 2017 році Wirex отримала $3 млн. інвестицій від японського холдингу SBI Group.
У 2019 році Wirex залучила $3 млн через IEO токена WXT .
У 2020 році Wirex залучила $4,28 млн (£3,16 млн) через краудфандінг .
У 2021 році Wirex залучила $15 млн проміжних інвестицій від стратегічного інвестора .

## DeFi сервіси
Враховуючи розвиток концепту метавсесвіту, протягом 2021 року Wirex розширила свою лінійку продуктів, щоб забезпечити користувачам масовий доступ до DeFi-додатків.
Було запущено X-Accounts – накопичувальні криптовалютні рахунки на базі децентралізованих фінансових додатків (DeFi), які дозволяють заробити до 16% складних відсотків на вибрані валюти на рік. Розрахунок відбувається щодня, а виплати – щотижня, без будь-яких додаткових комісій та зборів. Крім того, клієнти мають можливість отримувати відсотки у WXT – внутрішній криптовалюті Wirex.
Також компанія запустила некастодіальний криптовалютний гаманець Wirex Wallet та стала партнером з Nereus, провайдера децентралізованого ринку ліквідності .